# Se me lo dicevi prima e altri successi
Se me lo dicevi prima e altri successi è una raccolta di Enzo Jannacci.

## Il disco
Pubblicato nel 1989 sulla scia della prima partecipazione dell'artista al Festival di Sanremo, l'album contiene, oltre alla canzone che ne dà il titolo, altri brani dei due precedenti album di Jannacci, ai quali si aggiungono: Ci vuole orecchio, che risale al 1980, Linea Bianca che era stata la sigla del programma La Domenica Sportiva di alcune stagioni prima ed era stato già pubblicato su 45 giri, ed Una fetta di limone, un classico dei primi anni del cantante, interpretato insieme a Giorgio Gaber e reinciso qualche anno prima nell'EP Ja-Ga Brothers.

## Tracce
1. Se me lo dicevi prima
2. Una fetta di limone
3. Poveri cantautori
4. L'importante è esagerare
5. Ci vuole orecchio
6. Son s'cioppàa
7. Linea bianca
8. Il volatore di aquiloni
9. Parlare con i limoni
10. Due gelati